# Jõgeva (commune)
Jõgeva (en estonien : Jõgeva vald) est une municipalité rurale d'Estonie située dans le comté de Jõgeva. Elle s'étend sur 458 km2 et a 6 319 habitants(01/01/2012).

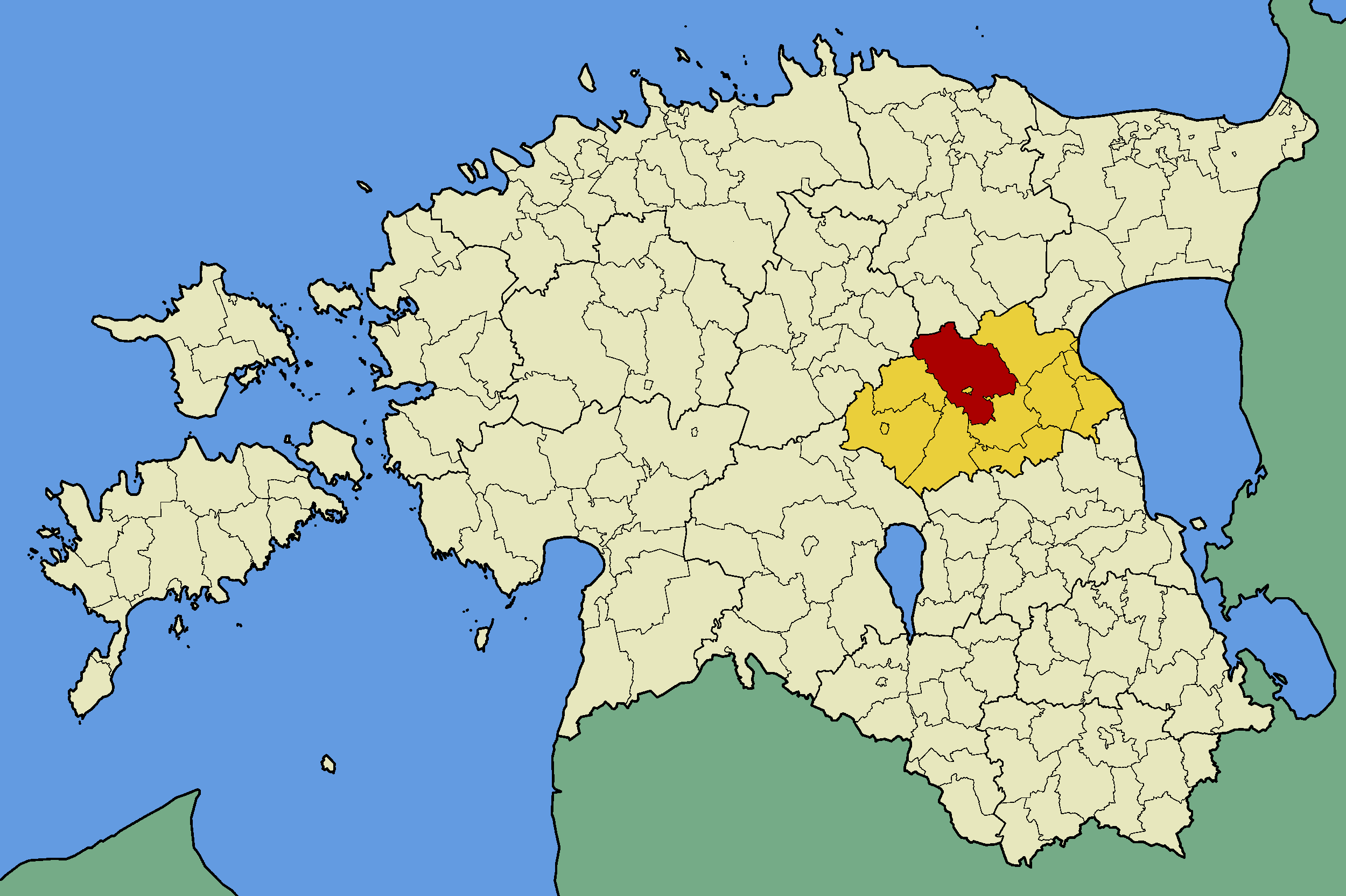
Commune de Jõgeva (rouge)
dans le Comté de Jõgeva (jaune).

## Municipalité
La municipalité comprend quatre bourgs et 41 villages.

### Bourgs
Jõgeva alevik, Kuremaa, Laiuse, Siimusti

### Villages
Alavere, Ellakvere, Endla, Kaera, Kassinurme, Kaude, Kivijärve, Kurista, Kõola, Kärde, Laiusevälja, Lemuvere, Liivoja, Lõpe, Mooritsa, Mõisamaa, Paduvere, Painküla, Pakaste, Palupere, Patjala, Pedja, Raaduvere, Rohe, Selli, Soomevere, Teilma, Tooma, Vaimastvere, Vana-Jõgeva, Vilina, Viruvere, Võduvere, Võikvere, Vägeva,  Väljaotsa, Õuna
| 2000  | 2003  | 2006  | 2009  | 2012  |
| ----- | ----- | ----- | ----- | ----- |
| 5 410 | 5 379 | 5 316 | 5 117 | 4 911 |

| 2017  | - | - | - | - |
| ----- | - | - | - | - |
| 4 307 | - | - | - | - |